# Air Austral
Air Austral — французька авіакомпанія зі штаб-квартирою у місті Сен-Дені (Реюньйон), що здійснює регулярні пасажирські перевезення з Реюньйона у Францію, Південну Африку, Австралію, Нову Каледонію і країни, розташовані на узбережжі Індійського океану. Портом приписки авіакомпанії і її головним транзитним вузлом (хабом) є аеропорт імені Ролана Гарроса в Сен-Дені. У 2012 році в компанії працювало 900 осіб.
Air Austral є повноправним членом Міжнародної асоціації повітряного транспорту.

## Історія

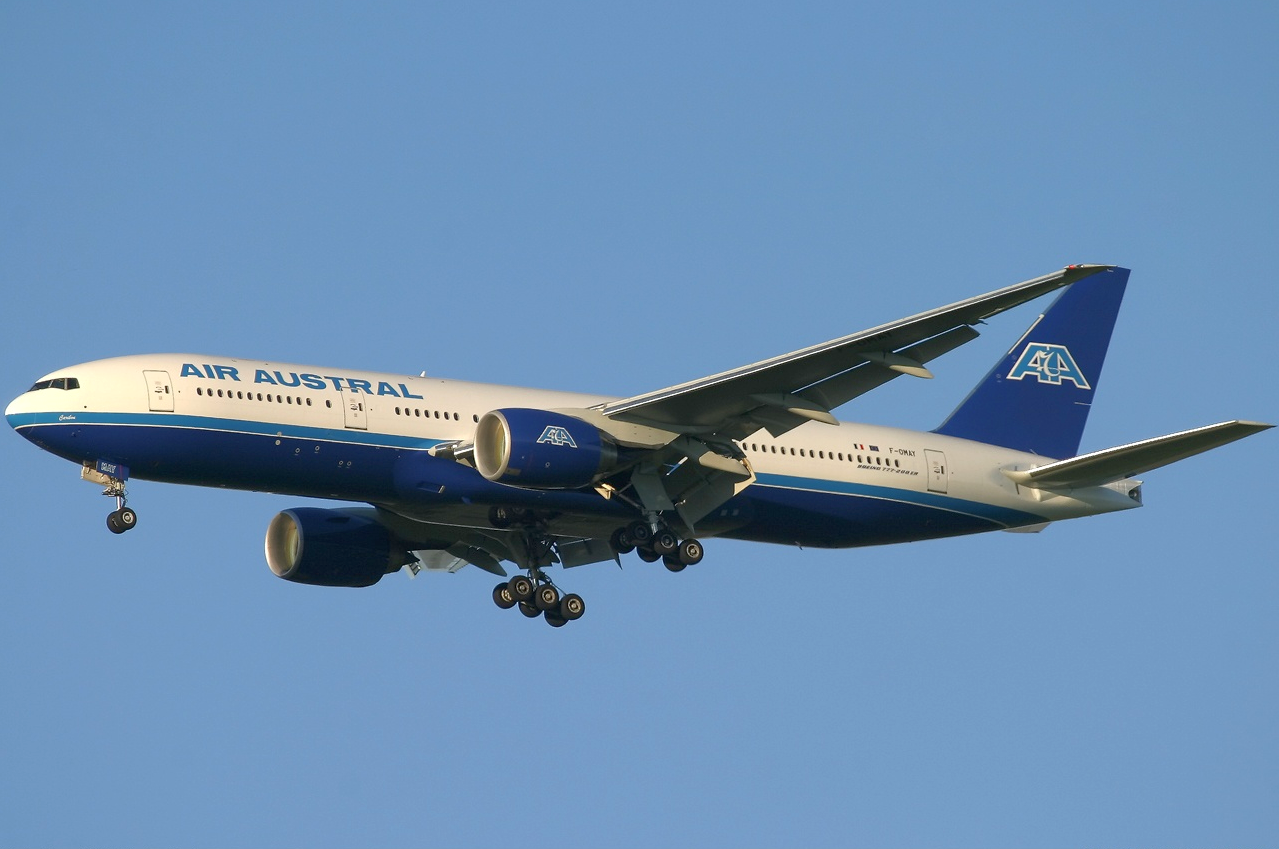
Boeing 777-200ER авіакомпанії Air Austral в колишній лівреї. Паризький аеропорт імені Шарля де Голля, 2005 рік

Réunion Air Services (RAS) була заснована в грудні 1974 року бізнесменом Жераром Етьєвом, ставши першою комерційної авіакомпанією, що базується на Реюньйоні. У серпні 1977 року RAS відкрила перший регіональний маршрут між Сен-Марі і Майоттой на 32-місцевому турбогвинтовому літаку Hawker Siddeley HS 748. У грудні 1986 року авіакомпанія змінила офіційну назву на Air Réunion.
У жовтні 1990 року Air Réunion була придбана компанією Sematra, 46 % власності якої перебувало у володінні місцевого самоврядування, решта 54 % належали приватним бізнесменам і банкам. Місяцем пізніше авіакомпанія черговий раз змінила офіційну назву на чинне в даний час Air Austral. Ще через два місяці авіаперевізник отримав свій перший Boeing 737—500. Наступний літак того ж типу був введений в експлуатацію в 1994 році, а через три роки компанія придбала Boeing 737-300QC, який можливо було використовувати як в пасажирському, так і у вантажному варіантах.
У 2000 році Air Austral прийняла турбогвинтовий близькомагістральний літак ATR 72-500. До цього часу авіакомпанія здійснювала регулярні перевезення між реюньйонськими аеропортами в Сен-Марі, Сен-П'єра і Майоттом, Йоганнесбургом, Коморськими Островами, Маврикієм, Сейшельськими Островами та чотирма аеропортами міст Мадагаскару — Антананаріву, Туамасіна, Нусі-Бе та Махадзанга). У 2003 році Air Austral відкрила свій перший далекомагістральний маршрут між Реюньйон і Парижем, рейси по якому обслуговувалися двома літаками Boeing 777-200ER, два року тому компанія отримала третій лайнер того ж типу. Ще два дальніх маршруту були представлені в 2005 році з'єднавши Реюньйон з Марселем і Ліоном.
У 2007 році авіакомпанія відкрила далекомагістральний рейс між Реюньйон і Тулузою з проміжною посадкою в Марселі.
У 2008 році Air Austral ввела нову уніформу для членів екіпажів та працівників компанії, яка була розроблена фірмою Balenciaga. У тому ж році флот авіакомпанії поповнився двома турбогвинтовими літаками ATR 72-500.
У квітні 2009 року Air Austral відкрила далекомагістральний рейс в Сідней і Нову Каледонію, запропонувавши тим самим варіант перельоту між Парижем і Сіднеєм зі стикуванням у Реюньйоні. У тому ж році компанія ввела в експлуатацію ще два авіалайнера Boeing 777-300ER і листопаді-місяці розмістивши замовлення на два літака Airbus A380 з компонуванням тільки салонами економічного класу з 840 пасажирськими місцями в кожному лайнері. Нові A380 повинні були поповнити парк перевізника в 2014 році і за планами керівництва компанії використовуватися на маршруті Реюньйон-Париж, однак 31 липня 2013 стало відомо, що Air Austral відмовилася від цієї ідеї.
У червні 2010 року керівництво авіакомпанії оголосив про запуск з лютого наступного року регулярних маршрутів з Реюньйона в Бордо і Нант.
У березні 2012 року Air Austral повідомила про закриття регулярних перевезень за маршрутом Реюньйон-Сідней-Нова Каледонія, через місяць скасувала свої плани, а ще через місяць знову випустила прес-реліз про зупинення всіх рейсів на даному маршруті.
У квітні 2012 року Air Austral не змогла здійснити платіж за замовлений літак Boeing 777-200LR, авіакомпанія розглядала варіанти перепродажу даного лайнера іншим перевізникам. У підсумку лайнери пішли Orenair.
Незабаром була проведена реструктуризація компанії, після якої вже в 2014 році Air Austral знову почала приносити прибуток.
В кінці січня 2015, компанія замовила два Boeing 787-8 Dreamliners, які будуть поставлені відповідно у травні та жовтні 2016. Літак будуть розраховані на перевезення 242 пасажирів з двома класами обслуговування. Пропонуючи меншу потужність, ніж Boeing 777—300, Dreamliner буде ідеальний для далекомагістральних рейсів в Африку і Азію. Boeing 787 замінить старіючий B777-200.
Стратегічно, Boeing 787 буде поміщений на службу в Бангкок, головний центр Air Austral в Азії. Поточний семигодинний варіант рейсу до Таїланду на Boeing 737—800 із зупинкою в Ченнаї з великою кількістю транзитних пасажирів, що летять далі в Китай, не виглядає привабливим. Dreamliner також може допомогти відкрити кілька щотижневих рейсів в Гуанчжоу, головне місце призначення для китайської громади, що живе на Острові Реюньйон.
Перший комерційний рейс B787 Air Austral намічений на 10 червня 2016.

## Маршрутна мережа

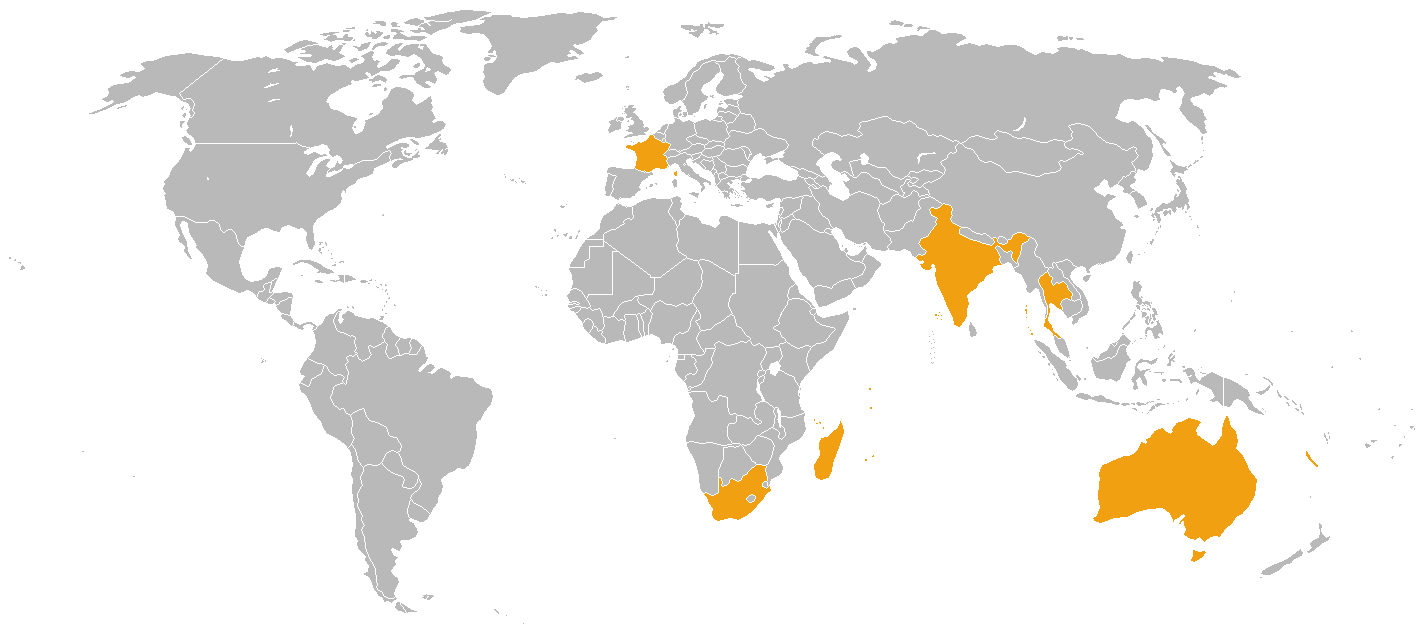
Країни маршрутної мережі регулярних перевезень авіакомпанії Air Austral

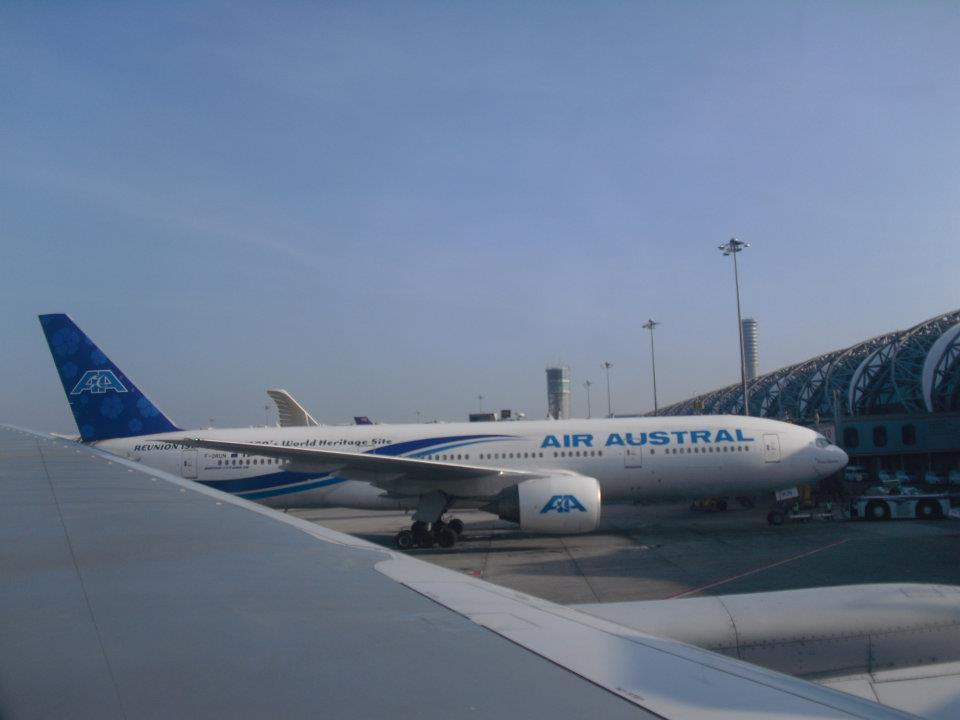
Boeing 777 авіакомпанії Air Austral в бангкокском аеропорту Суваннапум (Таїланд)

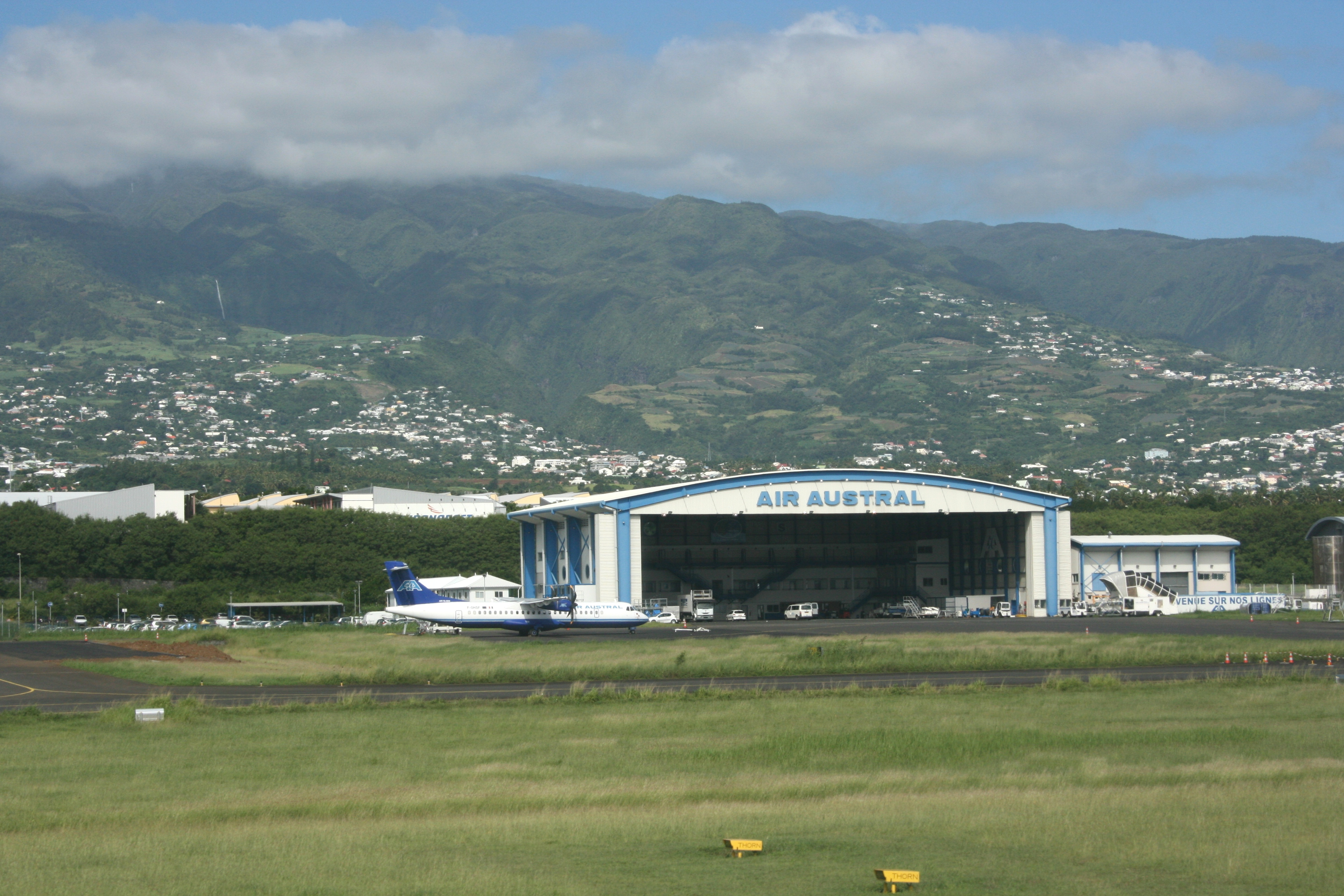
Власний ангар авіакомпанії Air Austral

У грудні 2011 року маршрутна мережа регулярних перевезень авіакомпанії Air Austral включала в себе наступні пункти призначення:
- Австралія
  - Сідней — аеропорт Сіднея
- Комори
  - Мороні — міжнародний аеропорт імені принца Саїда Ібрагіма
- Франція
  - Бордо — аеропорт Бордо Мериньяк
  - Ліон — аеропорт імені Сент-Экзюпері
  - Марсель — аеропорт Прованс
  - Нант — аеропорт Нант Атлантик
  - Париж — Міжнародний аеропорт імені Шарля де Голля
  - Тулуза — аеропорт Бланьяк
- Мадагаскар
  - Антананаріву — аеропорт Івату
  - Носи Бе — аеропорт Носи-Бе
  - Туамасіна — аеропорт Туамасіна
- Маврикій
  - Маврикій — міжнародний аеропорт імені сера Сівусагара Рамгулама
- Майотта
  - Дзаудзі — аеропорт Дзаудзі
- Нова Каледонія
  - Нумеа — міжнародний аеропорт Ла-Тонтута
- Реюньйон
  - Сен-Дені — аеропорт імені Ролана Гарроса — хаб
  - Сен-П'єр — аеропорт Сен-П'єра
- Сейшельські Острови
  - Мае — аеропорт Мае
- ПАР
  - Йоганнесбург — аеропорт імені О. Р. Тамбо

## Флот

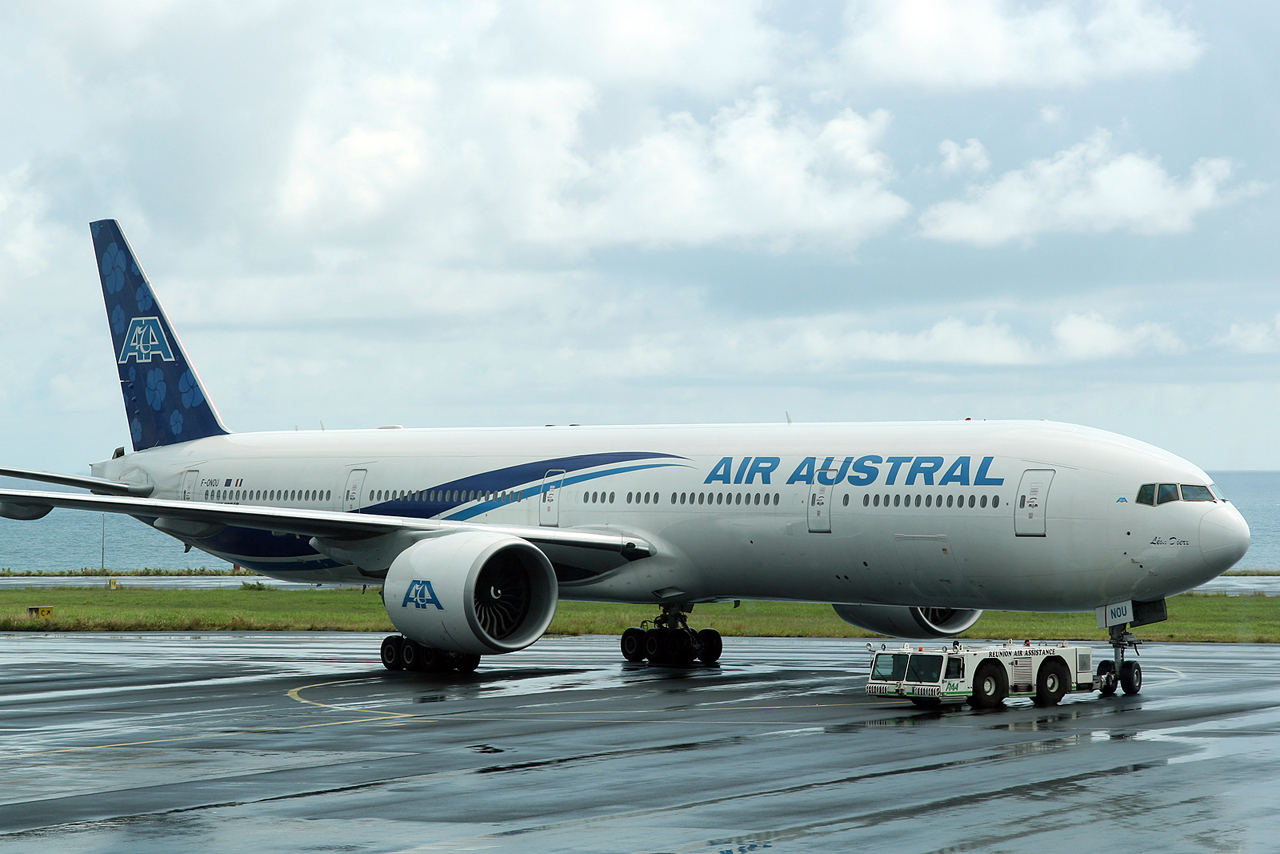
Boeing 777-300ER авіакомпанії Air Austral

У 2017 році середній вік повітряних суден авіакомпанії Air Austral становив 5,8 років.
Експлуатувалися раніше
- Boeing 737—300 — 1 од.
- Boeing 737—500 — 2 од.
- Boeing 777-200LR — 3

## Бонусна програма
Air Austral використовує власну бонусну програму заохочення часто літаючих пасажирів «Capricorne» (посилання на Південний тропік — фр. Tropique du Capricorne, що проходить через південну частину Реюньйона).